# Stan Lynde
Stan Lynde (23 de septiembre de 1931 - 6 de agosto de 2013) fue un dibujante de cómics, pintor y novelista estadounidense.

## Biografía
Nació en Billings, Montana, fue criado en un rancho de ovejas cerca de Lodge Grass. Asistió a la Universidad de Montana en Missoula y vivió sus últimos años en Helena.
En 1958, Lynde creó la tira cómica Rick O'Shay, un éxito de crítica y público. La mayor parte de su obra, se encuentra en el humor del oeste y mixto con una fuerte narrativa. Después de una disputa con el sindicato, Lynde dejó la tira en 1977. La tira siguió, dibujado por Alfredo Alcala.

## Novelas por Stan Lynde
- The Bodacious Kid (1996)
- Careless Creek (1998)
- Vigilante Moon (2003)
- Saving Miss Julie (2004)
- Marshal of Medicine Lodge (2005)
- Summer Snow (2006)
- Vendetta Canyon (2008)
- To Kill a Copper King (2010)
- The Big Open (2012)

## Otras lecturas
- "So You Want to Be Published?" by Stan Lynde (Montana, The Magazine of Western History, Winter 2007, Vol. 57, No. 4, pages 58–59)